# Uno (chanson de Little Big)
Pour les articles homonymes, voir Uno.
Chanson représentant la Russie au Concours Eurovision de la chanson 2020
Scream
(2019) Russian Woman
(2021)
Uno (aussi stylisé en UNO) est une chanson du groupe russe Little Big qui devait représenter la Russie au Concours Eurovision de la chanson 2020, à Rotterdam aux Pays-Bas.
Un peu plus de deux mois après sa sortie, la vidéo dépasse les 100 millions de vues sur la chaîne YouTube de l'Eurovision, ce qui en fait la vidéo avec la croissance de vues la plus importante de l'histoire de la chaîne.

## À l’Eurovision
Uno devait représenter la Russie au Concours Eurovision de la chanson 2020 après une sélection interne du diffuseur russe Pervi Kanal,. La chanson aurait dû être interprétée en huitième position de l'ordre de passage de la première demi-finale du Concours, le 12 mai 2020. Cependant, le 18 mars 2020, l'UER annonce l'annulation du Concours en raison de la pandémie de Covid-19.

## Classements
| Classements (2020)                 | Meilleure position |
| ---------------------------------- | ------------------ |
| CEI (Tophit)                       | 4                  |
| Estonie (Eesti Tipp-40)            | 9                  |
| Hongrie (Single Top 40)            | 21                 |
| Lituanie (AGATA)                   | 33                 |
| Écosse (OCC)                       | 97                 |
| Russie (Top Radio & YouTube Hits)  | 1                  |
| Russie (Top YouTube Hits)          | 1                  |
| Ukraine (Top Radio & YouTube Hits) | 1                  |
| Ukraine (Top YouTube Hits)         | 1                  |